# Carum grossheimii
Carum grossheimii là một loài thực vật có hoa trong họ Hoa tán. Loài này được Schischk. mô tả khoa học đầu tiên năm 1948.